# Giuseppe Setola
Giuseppe Setola (Santa Maria Capua Vetere, 5 novembre 1970) è un mafioso italiano.
Boss camorrista del clan dei Casalesi, è stato a capo dell'ala più sanguinaria. Soprannominato "'U cechètë" e "'U pèzzë" per la brutalità e la freddezza con cui commetteva i suoi omicidi.

## Biografia
Nella giovinezza frequenta l'Azione Cattolica, fa a volte anche da chierichetto servendo la messa e passa spesso le giornate giocando a biliardino. Ben presto però inizia i primi episodi criminali, con piccole estorsioni ed intimidazioni.
Nel 1992 compie probabilmente il suo primo omicidio: a San Cipriano d'Aversa viene ucciso Arcangelo Chiarolanza. All'età di 21 anni inizia a gestire il traffico del racket. Il suo carattere ribelle che non vuole avere regole da seguire gli vale il soprannome di "'a puttana" affibbiatogli dai boss dei Casalesi Francesco Schiavone e Francesco Bidognetti, che non ripongono piena fiducia in lui.

### Strage di Castel Volturno
Ritenuto responsabile della strage di Castel Volturno, è stato considerato fino alla data del suo arresto come uno dei più pericolosi latitanti della camorra ed era ricercato dal 2008 per associazione per delinquere di tipo mafioso, omicidio ed altro.

### Latitanza
La latitanza di Giuseppe Setola non cominciò dopo la strage di Castel Volturno, ma nella primavera dello stesso anno (2008) quando venne trasferito dal carcere in una clinica di Pavia per un finto problema all'occhio destro.
Setola passa la sua latitanza insieme alla famiglia in un monolocale di Trentola-Ducenta, in via San Giuseppe Cottolengo nelle vicinanza di una chiesa. Il monolocale, con una piccola stanza da letto, un cucinino e un bagno, è difeso da una squadra di fiancheggiatori.
La sera del 12 dicembre 2008 parte una spedizione punitiva contro due nemici, ma loro non sanno che la macchina è intercettata dalle forze dell'ordine e l'intercettazione racconta in diretta due tentati omicidi. I centosette colpi, le canzoni intonate dai killer e il tempo persino per concedersi un caffè. Il tutto condito da recriminazioni e volgarità contro i due bersagli che sono sfuggiti al loro grilletto. È l'ultimo raid firmato da Setola, quasi un mese prima della sua resa a un'imponente caccia all'uomo. Si tratta del duplice agguato di Trentola Ducenta, nel Casertano.
Sono le 22, le due spedizioni punitive vengono messe a segno a distanza di pochi secondi, sempre nel cuore del paese di Trentola Ducenta, lo stesso paese dove - venti giorni più tardi - si scoprirà il covo di Setola (via Cottolengo), in cui Setola si rifugia con la moglie, che si è trascinata lì con la sua shopping Louis Vuitton, gioielli, profumi e 17.000 euro in contanti, un basso dal quale il boss riesce a fuggire calandosi nelle fogne e strisciando nella melma. La sera del 12, dunque, Setola si sente ancora spavaldo e imprendibile. Escono armati di almeno quattro armi. A terra, tanti bossoli: tracce di un fucile mitragliatore calibro 7.62, tipo AK 47, di una pistola calibro 9 per 21 ed un'altra semiautomatica calibro 9 corto. La follia criminale si concentra contro due nemici, Salvatore Orabona e Pietro Falcone. Il primo, vanno a colpirlo in via Caravaggio a Trentola-Ducenta. Il secondo, a pochi minuti di auto, in via Vittorio Alfieri ad Aversa, entrambi sono "colpevoli", agli occhi del capobranco, di non aver versato parte delle tangenti raccolte sul territorio nella cassa di Setola. Non lo riconoscono come il plenipotenziario del padrino Bidognetti, oggi in carcere. In azione, c'è un commando di cinque o sei uomini. Due auto portano i killer, una delle quali è la Lancia Y sotto intercettazione. Il viaggio raccontato da "loro", dai sicari, è un sonoro raggelante. "Ma noi quando arriviamo là sopra, chi vogliamo trovare?". L'altro risponde: "Ci vuole una botta in faccia. Dobbiamo uccidere a tutti e due". Passano pochi minuti, cantano. Poi arrivano in via Caravaggio a Trentola-Ducenta. Si fanno avanti Raffaele Granata e Giuseppe Barbato, due dei killer. Ma il trucco di attrarre fuori del portone Orabona con un vassoio di dolci e una bottiglia di spumante non funziona. Allora quelli sparano come pazzi. Le vittime si richiudono in casa, chiamano il 113. E i killer si scatenano. "Cornuto vieni fuori", gridano. "Dai esci cornuto, che uomo sei". E ancora: "Mannaggia ora ho finito il caricatore e adesso ho soltanto la 38". Insulti alla moglie, bestemmie. "Lo dobbiamo appicciare anche di notte, gli appicchiamo il fuoco”.
La mattina dell'11 gennaio 2009 i Carabinieri riescono ad individuare il covo e il giorno successivo, il 12 gennaio, scatta il blitz delle forze dell'ordine. All'ingresso dei soldati, la moglie di Setola, Stefania Martinelli, trovata rannicchiata in un angolo del monolocale, viene portata alla caserma di Aversa, interrogata e poi arrestata per detenzione e porto abusivo di armi.
Setola invece, scortato da due complici, accede ad un tunnel sotterraneo tramite una botola situata sotto un tavolino della stanza da letto. Il tunnel, collegato alle fogne, ha permesso loro di sbucare in un'altra zona della città, dove hanno fermato e rubato un'automobile con la quale si sono dati alla fuga.
Nel nascondiglio del latitante sono stati trovati, tra gli altri, una copia del libro L'oro della camorra di Rosaria Capacchione e una copia del libro Alzatevi, andiamo! di Giovanni Paolo II.
Il blitz nell'appartamento di Trentola-Ducenta era avvenuto a solo una settimana dall'individuazione del rifugio di un altro latitante del clan dei Casalesi, Antonio Iovine.

### Arresto
Il 14 gennaio 2009 i Carabinieri coordinati dal Tenente Colonnello Ottavio Oro riescono ad arrestarlo a Campozillone, una frazione di Mignano Monte Lungo (CE), mentre cerca di scappare sui tetti dell'edificio dove si nascondeva, una casa attigua ad una clinica privata dove probabilmente voleva farsi curare il polso fratturato dopo la rocambolesca fuga di due giorni prima. Nell'appartamento sono stati trovati circa 100.000€ in contanti, due pistole, un fucile a pompa e una busta di medicinali. Arrestata anche un'infermiera della vicina clinica. Sono stati arrestati inoltre insieme al boss anche due suoi guardaspalle, verosimilmente presenti anche nella fuga di Trentola-Ducenta: Paolo Gargiulo cugino di Nicola Gargiulo detto "Capitone" del clan Bidognetti e John Peram Loran, italo-americano residente a Pozzuoli.

## Pentimento e ritrattazione
Dopo tentennamenti durati diversi mesi, l'8 ottobre 2014 Setola decide di collaborare con la giustizia. La decisione viene comunicata dallo stesso durante un'udienza del processo sull'omicidio di Domenico Noviello per il quale la settimana antecedente al pentimento si era già dichiarato colpevole. Durante la medesima udienza esorta il suo ex sodale Giovanni Letizia a fare la stessa scelta con le seguenti parole: "Giovà, lo so che non sei d'accordo, ma la malavita non esiste più". A novembre dello stesso anno, ci ripensa e decide di ritrattare le sue stesse dichiarazioni. Per gli inquirenti era solo un dichiarante.

## Condanne riportate
Giuseppe Setola è stato condannato, fino ad ora, a tre ergastoli, rispettivamente per:
- Omicidio di Genovese Pagliuca, ucciso nel 1995 perché si era ribellato alle violenze subite dalla fidanzata. Per questo caso Setola non è stato individuato come mandante o responsabile materiale dell'omicidio ma per avervi aderito moralmente. La condanna è definitiva ma è stato inoltrato un ricorso alla Corte europea dei diritti dell'uomo di Strasburgo.[9]
- Omicidio di Michele Orsi, imprenditore nel campo dei rifiuti, ucciso nel 2008 perché aveva cominciato a collaborare con la giustizia. La condanna è definitiva[10].
- Strage di Castel Volturno, la condanna è definitiva.